# Torosaurus utahensis
Torosaurus utahensis  (gr. "lagarto abierto de Loris Shano Russell") es una especies del género Chasmosaurus de dinosaurio ceratopsiano ceratópsido, vivió a finales del período Cretácico, hace aproximadamente entre 70 a 66 millones de años, durante el Maastrichtiense, en lo que hoy es Norteamérica. Fue descrito originalmente como Arrhinoceratops utahensis por Charles Whitney Gilmore en 1946, basado en el espécimen USNM 15583, un fragmento de volante del condado de Emery, Utah. En 1976 fue renombrado como Torosaurus utahensis por Douglas Lawson. En la revisión de Robert Sullivan et al. de 2005 lo mantuvieron como Torosaurus utahensis y algo más antiguo que T. latus. En 2008, Rebecca Hunt refirió material adicional a esta especie. Aún no se han publicado investigaciones sobre si T. utahensis debe considerarse como un nuevo género o, como se ha sugerido para T. latus, una etapa de crecimiento de algunas especies de Triceratops.